# Brezylka garbarska
Brezylka garbarska (Caesalpinia coriaria) – gatunek rośliny z rodziny bobowatych (Fabaceae) z podrodziny brezylkowych (Caesalpinioideae). Pochodzi z ciepłych terenów Meksyku, Antyli, Wenezueli, Ekwadoru.

## Morfologia
Krzew dorastający do 5 m wysokości. Liście podwójnie pierzasto złożone o listkach równowąskich. Kwiaty drobne, zebrane w wiechy. Owocem jest strąk, zwany inaczej dividivi. Zawiera on 25-30% garbników.